# Spring Lake Park High School
Spring Lake Park High School (SLPHS) es una preparatoria pública en Spring Lake Park, Minnesota, y es la única preparatoria en Spring Lake Park Schools (MN ISD 16). Esta escuela tiene 1,212 estudiantes, los cuales provienen de todas partes de la ciudad de Spring Lake Park y también de algunas partes de Blaine y Fridley. Spring Lake Park Panthers es a parte de la North Suburban Conference.

## Historia
La primera escuela de Spring Lake Park Junior/Senior High School abrió en el año escolar 1955–56.
Los campus fueron renovados durante el año escolar 2008–09. Kenneth Hall Elementary School, que estaba ubicado en el campus de preparatoria, fue derribado y convertido en un estacionamiento.

## Académica
Spring Lake Park High School funciona con un sistema que incluye seis periodos.
Spring Lake Park School District fue reconocido como un Programa Distinguido de Apple para 2013–15 por su "1:1 Iniciativa de Aprendizaje Digital", un esfuerzo para ampliar el aprendizaje digital y usar tecnología en los salones. Casi todos los estudiantes de este distrito tienen iPad o iPod personal.
The Lighthouse School (La Escuela del Faro) es un programa de aprendizaje alternativo para alumnos dotados de K-12 (pre-primaria hasta preparatorio) ubicada dentro de la preparatoria.

## Deportes y actividades
La escuela patrocina los siguientes equipos de deportes y compite en la Conferencia North Suburban de la Liga Estatal de Preparatorias de Minnesota (Minnesota State High School League):
| Otoño - Fútbol - Chicos - A Campo Travieso - Fútbol - Chicas - Natación y Clavados - Chicas - Tenis - Chicas - Voleibol - El Grupo de Danza (No Competitiva) Invierno - El Grupo de Danza - Gimnasia - Hockey - Chicos - Hockey - Chicas - Esquí nórdico - Natación y Clavados - Chicos - Lucha libre - Baloncesto - Chicos - Baloncesto - Chicas Primavera - Tenis - Chicos - Softbol - Golf - Chicas - Lacrosse - Chicas - Lacrosse - Chicos - Béisbol - Golf - Chicos - Atletismo |

### Actividades / clubs de extracurriculares
SLPHS reconoce los siguientes clubs en la preparatoria:
- Club de Anime
- Club de Arte
- Club de Asiático
- CHAT (el Equipo de la Salud Química Conciencia)
- FCCLA (la Familia, la Carera y los Líderes comunitarios de América)
- Club de robot "FIRST"
- GSA (la Alianza de Gay Straight)
- Tazón de conocimiento
- Club de Leo (la Organización de Servicios Comunitarios)
- Equipo de Matemáticas
- Una Ley de Juego
- OEC (las Oportunidades En la Atención de Emergencia)
- El Consejo de los Estudiantes
- Senado de los Estudiantes
- La Voz
- El Teatro
- Club de las Culturas del Mundo
- El Anuario

El equipo de Spring Lake Park Tazón de Conocimiento está entrenado por el profesor de Estudios Sociales Melanie Tuve, y recientemente ganó en el 2013 La Competición del Tazón Conocimiento en el Estado de Minnesota en la Clase AA división gran escuela.
Los estudiantes Luke Remme (2014), Cody Johnson (2016) y Madisen Dempsey (2014) recibieron los premios de Spotlight Teatro Musical de la Hennepin Theatre Trust.
Los ganadores anteriores de Spring Lake Park High School la Batalla de las Bandas fueron: Lymphellium Lester (2013); Mother Earth (2012); Morning Person (2011); Morning Person 2010; Mother Earth (2009); In the line of duty (2008).

## Alumnos notables
- David Backes (año de graduación 2002) - 2002 el finalista de Minnesota Mr. Hockey, El capitán actual de St. Louis Blues y el miembro del equipo nacional varonil de hockey sobre hielo de los Estados Unidos (United States men's national ice hockey team|US Olympic team)[9]
- Troy Merritt (año de graduación 2003) - El jugador de golf profesional que ha jugado en el PGA Tour y el Web.com Tour[10]